# Марково (Волосовський район)
Марково (рос. Марково) — присілок у Волосовському районі Ленінградської області Російської Федерації.
Населення становить 39 осіб. Належить до муніципального утворення Бегуницьке сільське поселення.

## Історія
Від 1 серпня 1927 року належить до Ленінградської області.

## Населення
| 2007 | 2010 | 2017 |
| ---- | ---- | ---- |
| 18   | ↗24  | ↗39  |

## Уродженці
- Тікіляйнен Петро Абрамович (1921—1941) — молодший сержант, Герой Радянського Союзу.